# Vila-sana
Vila-sana (anomenat Utxafava, fins al 1930) és un municipi de la comarca del Pla d'Urgell.
És un poble de pocs habitants, situat a 3 km de Mollerussa (la capital del Pla d'Urgell) i a 4 km de Golmés. El municipi engloba un estany, l'Estany d'Ivars i Vila-sana. És l'estany més gran en superfície de Catalunya. És un espai natural on hi ha diversos tipus d'aus i diferents zones d'observació per a esguardar la natura i les aus.

## Origen del nom
Vila-sana rebia el nom d'Utxafava fins al 1930. Cal remuntar-se, doncs, a la documentació d'aquesta darrera forma toponímica: “honorem inter Oxafabam et Ivarç (1179), et Oxafava et in Villa Nova (1180), Exafava (1181), Orsafava (1259), Oxafava (1260), Uxafava(1299)”. Qui s'ha ocupat extensament de l'origen d'aquest nom ha estat Yeguas (2010). Per aquest autor, Utxafava és un nom vinculat a una arrel basca del tipus etxea amb el significat de ‘casa’. Encara podria derivar de la també arrel basca otza amb el significat de ‘fred'. La tercera base, per Yeguas, la més versemblant seria otxoa, amb el significat de ‘llop’. La raó d'aquesta versemblança és la figura del llop que apareix en algunes monedes iberes dels ilergets. Sigui com sigui, sembla clar que no és un nom de base llatina i sí preromana com ho ha apuntalat Yeguas (2010).

## Geografia
- Llista de topònims de Vila-sana (Orografia: muntanyes, serres, collades, indrets…; hidrografia: rius, fonts...; edificis: cases, masies, esglésies, etc.).

## Creació del municipi de Vila-sana
El 17 de juliol de 1933 es constitueix el nou municipi de Vila-sana per separació del de Castellnou de Seana, dels nuclis d'Utxafava, les masies de les Novelles (Alta i Baixa) i part de l'antic despoblat dels Obercs. El nou nom de Vila-sana, sense cap tradició, es va triar per donar al nou municipi una nova imatge, atès que s'estava dessecant ja l'estany, font de malalties en èpoques anteriors.

## Patrimoni natural i arquitectònic
- Estany d'Ivars i Vila-sana, l'estany de més superfície de Catalunya, acabat de recuperar el 2009
- Plataner de Vila-sana, arbre monumental a l'entrada del poble
- Ermita de la Mare de Déu de la Cabeza: Capelleta petita, ubicada dins del recinte de la casa vella de Vila-sana. Coberta a doble vessant, façana arrebossada i petit campanar fet de maó. La porta d'entrada és d'arc rebaixat, i a sobre hi ha un òcul circular. A l'interior hi ha una reproducció de la imatge de la Mare de Déu de la Cabeza, feta el 1940. L'ermita té el seu origen en la imatge del Santuari de la Mare de Déu de la Cabeza, a Andújar (Jaén), que va portar la duquessa de Sessa Teresa de Cardona[2]
- Cal Senyor, masia del segle xviii, inclòs en l'Inventari de Patrimoni Arquitectònic de Catalunya.
- Sant Miquel de Vila-sana, església inclosa en l'Inventari de Patrimoni Arquitectònic de Catalunya
- Torre del Fraret
- Masia Montserrat
- Cal Gep és un mas.[3]
- La Novella Alta
- La Novella Baixa
- Torre del Xatmar

## Demografia
| 1920 | 1930 | 1940 | 1950 | 1960 | 1970 | 1981 | 1990 | 1992 | 1994 |
| ---- | ---- | ---- | ---- | ---- | ---- | ---- | ---- | ---- | ---- |
| -    | -    | 645  | 629  | 689  | 622  | 556  | 563  | 520  | 520  |

| 1996 | 1998 | 2000 | 2002 | 2004 | 2006 | 2008 | 2010 | 2012 | 2014 |
| ---- | ---- | ---- | ---- | ---- | ---- | ---- | ---- | ---- | ---- |
| 533  | 530  | 514  | 551  | 547  | 611  | 667  | 758  | 710  | 706  |

| 2016 | 2018 | 2020 | 2022 | 2024 | 2026 | 2028 | 2030 | 2032 | 2034 |
| ---- | ---- | ---- | ---- | ---- | ---- | ---- | ---- | ---- | ---- |
| 732  | 717  | 734  | 767  | 753  | -    | -    | -    | -    | -    |

El primer cens és del 1940 després de la desagregació de Castellnou de Seana.

## Vila-sanencs
- Carles Porta i Gaset, periodista i escriptor (1963-)